# نهر جولدباتش
جولدباتش (Goldbach) هو نهر في المانيا

## الجغرافيا
نهر جولدباتش يمر في المنطقة الإدارية اشافنبورج و مقاطعة اشافنبورج، و مصبه في استشاف.